# Zelolessica cheira
Zelolessica cheira är en nattsländeart som beskrevs av Mcfarlane 1956. Zelolessica cheira ingår i släktet Zelolessica och familjen Helicophidae. Inga underarter finns listade i Catalogue of Life.